# Truus Baumeister
Geertruida Christina (Truus) Hoftijzer-Baumeister, sinds haar emigratie naar de Verenigde Staten beter bekend als Gertrude Hoftyzer, (Rotterdam, 21 oktober 1907 – New York, 25 december 2000) was een Nederlands zwemster. Ze was gespecialiseerd in de rugslag en de vrije slag. Baumeister vertegenwoordigde haar vaderland op de Olympische Zomerspelen 1928 in Amsterdam.

## Biografie

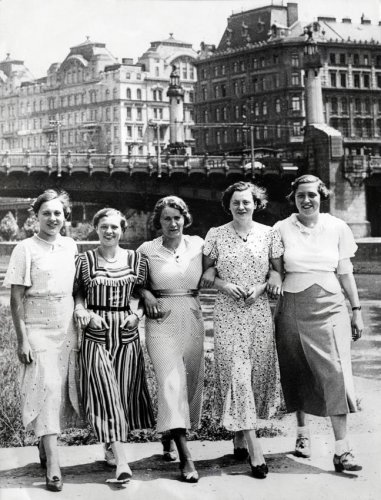
Baumeister (midden) met Annie Timmermans, Willy den Ouden, Greta Brouwers en Alie Hogeweg in Wenen.

Baumeister behoorde tot een van de eerste topzwemsters van Nederland. Ze nam halverwege jaren 20 deel aan diverse lange zwemwedstrijden. Zo won ze in 1924 een twee kilometerrace, werd ze in 1926 derde met een drie kilometerwedstrijd en was ze in 1930 de snelste na acht kilometer zwemmen over de IJssel. In 1926 zette ze met Marie Baron, Marie Braun en To de Jel van de Onderlinge Dames Zwemclub in Amsterdam een nieuw Nederlands record neer op de 4x50 meter vrije slag-estafette.
Ze werd in 1928 afgevaardigd naar de Olympische Zomerspelen in Amsterdam. Haar deelname was niet erg succesvol: individueel bleef ze op de 400 meter vrije slag steken in de series, het estafetteteam werd in de finale van de 4x100 meter vrije slag gediskwalificeerd. Dit kwam door Baumeister, want zij startte te vroeg.
Maar ze nam revanche op de Europese kampioenschappen van 1931. Met Rie Vierdag, Willy den Ouden en Marie Braun won ze de gouden medaille op de vrije slag-estafette. Haar laatste grote prestatie liet ze zien op de Nederlandse kampioenschappen van 1933: ze was de snelste op de 100 meter rugslag en werd met andere zwemsters nationaal kampioen op de 3x50 meter wisselslag en op de 5x50 meter vrije slag.
Baumeister werkte in 1936/37 als badjuffrouw op het cruiseschip Statendam en huwde in oktober 1938 met haar man, die als scheepswerktuigkundige op hetzelfde schip werkte. Ze emigreerde in 1946 naar de Verenigde Staten, en overleed daar in 2000.

## Erelijst
- Europees kampioen: 1931 (4x100 m vrije slag).
- Nederlands kampioen: 1930, 1931, 1932, 1933, 1934.